# 風の中のダンス
『風の中のダンス』（かぜのなかのダンス）は、安達祐実の4枚目のシングルである。1995年5月24日発売。

## 概要
- 自身の主演ドラマ『家なき子2』の挿入歌として発売され、オリコン最高25位ながら累計約15万枚を売り上げるスマッシュヒットとなった。
- 1995年6月19日にフジテレビ系『HEY!HEY!HEY! MUSIC CHAMP』で音楽番組初出演を果たし、同曲を披露した[1]。

## 収録曲
1. 風の中のダンス
  - 作詞・作曲：大貫妙子／編曲：千住明
2. 誓いのブリッジ
  - 作詞：サエキけんぞう／作曲：佐藤清喜／編曲：山川恵津子
3. 風の中のダンス（オリジナル・カラオケ）
4. 誓いのブリッジ（オリジナル・カラオケ）

## 収録アルバム
- BiG（#1、#2）
- 安達祐実 ゴールデン☆ベスト（#1、#2）